# A cigánybáró (kisregény)
A cigánybáró Jókai Mór 1885-ben megjelent romantikus kisregénye. Német nyelven 1886-ban jelent meg Berlinben.

## Történet
|  | Alább a cselekmény részletei következnek! |

- Háromszáz hordó ezüst

A Botsinkay család nemzedékek óta szövetségben állt a törökökkel. Botsinkay Gáspár és a temesvári basa, Mehemed pasa is jóban voltak egymással. 1717. augusztus 5-én fia született a magyar nagyúrnak. Jónás keresztelőjére Mehemed pasát is meghívták. Temesvár ura ekkor közölte Gáspár urammal, hogy véget ért számukra a jó világ, mert Savoyai Eugén herceg hamarosan megostromolja Temesvárt. A török katonák számára nemrég megérkezett zsoldot, háromszáz hordó ezüstpénzt biztonságos helyre rejtették. Ide került a Botsinkayak által nemzedékek óta gyűjtött kincs is. Amikor Temesvárt elfoglalták az osztrákok, akkor Botsinkay Gáspár szekérre rakta a feleségét, a kisgyermekét, a lova nyergébe aranypénzt tömött, és a felmentő (ám a csatába be nem avatkozó) Amhát pasa seregével együtt Oláhországba menekült. Úgy gondolta, hogy a törökök segítségével hamarosan visszatérhet a birtokára.
- Az elboszorkányozott örökség

Botsinkay Gáspár tervei nem váltak valóra, neki viszontagságos élete lett Törökországban, Mehemed pasát az Atmeidán piacon lefejezték, amiért Temesvárt feladta. Botsinkay minden lépését figyelték az eltűnt egymillió tallér miatt. Közben hol tömlöcbe csukták, hol meg lovas hadcsapat élére állították, hamarosan török földön lelte halálát. A felesége meg a fia Vidinben élt egy ideig nagy szegénységben. Az asszony kávéházakban énekelt, később összeállt egy arab utcai zsonglőrrel, aki pártfogásába vette Jónást. Az arab halálos balesete után Botsinkay özvegye vándorló kávémérést nyitott. Sokat törődött a kisfiával, megismertette a keresztény kultúrával, tudatosította Jónásban, hogy ő egy gazdag magyar nemesi család leszármazottja. A georgiai nő korán megöregedett, bánatában megőrült, éppen Bocsinkay Gáspár Rodostóban bekövetkezett halálakor ő is elhunyt. Apja örökségként ezer aranyat hagyott a fiára, akihez ebből csak száz jutott el.
Amikor eldőlt, hogy a Bánságot véglegesen visszafoglalta az osztrák császár, a száműzötteknek közkegyelmet hirdettek. Botsinkay Jónás a temesi Bánságban egy tizenhatezer holdas birtoknak, meg egy kastélynak lett az örököse. A fiú Sztambultól Orsováig vitorlás hajón utazott. Hazai partra lépve vett magának egy lovat, és lóháton utazott fel Temes megyébe. Temesvárott a kormányzónál aláírta a császár iránti hűségesküt. Miután hivatalosan visszahelyezték a vagyonába, hivatalos kísérőkkel elindult a saját falujába: Botsinkára. A földbirtok nagy része azonban víz alatt állt, a száraz részek kietlenek, elhanyagoltak voltak. Két tanú (a helyi plébános és Cafrinka) előtt Jónás úrfit beiktatták a birtokába.
- A cigányasszony háza

Cafrinka, akit a boszorkányok főkapitányának tekintettek, a falu végén lakott. Régi, düledező házába toppant be az úrfi, ahol meghívást kapott egy „szerény” vacsorára. Jónás találkozott Szaffival, akiről – a véletlen játékának köszönhetően egy ideig – azt hitte, hogy nagy fekete macska és egy borzas hajú cigányleány egy személyben. A vacsora után Cafrinka kártyát vetett, és ebből jósolt kedves vendégének:

„Nemsokára meg fogsz házasodni. Amit a feleséged a menyegző éjszakáján álmodni fog, azt mondasd el magadnak: mert az az álom beteljesül, s akkor te olyan gazdag ember fogsz lenni, amilyen az apád volt; még annál kétszerte gazdagabb. Híres, nevezetes nagy úr lesz belőled.”

A Miatyánk elimádkozása után valamennyien nyugovóra tértek, Jónás édes álmában Szaffit hallotta bűbájos dalokat énekelni. Reggel felébredvén a verset elfelejtette, hanem a nóta ott csengett a fülében.
- Az eladó leány

Jónás másnap reggel nekiindult feleséget keresni. Útközben egy nagy vadásztársasággal találkozott, kiket báró Feuerstein generális vezetett. Összebarátkozott velük, és elárulta házasodási szándékát. A tábornok együgyű fickónak vélte Botsinkayt, azt gondolta, megtréfálja, ezért a sugovici kastélyban élő kisasszonyt ajánlotta a fiú figyelmébe. A lány apja, Loncsár uram korábban disznókereskedő volt, most azonban már gazdag földesúrként élte világát. Az ebéd után az urak kártyáztak, ez egy kicsit segített Jónás úrfi megcsappant tarsolyán. Másnap délre Jónás Sugovicra ért, Loncsár uram kastélyába, ahol a vendégek mind rác uraságok voltak. Arzéna kezéért sokan pályáztak már korábban is, Jónás is kegyetlen próbatételek elé nézett. A fiú azonban tisztességgel kiállta valamennyit, így a jutalma hajadoni alázatosság lett. Loncsár látta, hogy a lánya megkedvelte a talpraesett legényt (a fiatalok már tegezték is egymást), ezért beleegyezett a házasságba, egy föltétellel: ha Botsinkay Jónás báróvá fog lenni. A fiú tanakodott, hogy ezt vajon hogyan tudná elérni, és akkor eszébe jutott Feuerstein báró, rögtön visszafordult a tábornok faluja felé. Útközben egy postagalambot fogott el, a madár által vitt levél német nyelvű szövegét lemásolta, mert ezt az egy nyelvet Jónás úrfi nem értette.
- A báróság hétféle próbái

A Feuersteinék lovagkastélyában már várták az ifjút. A báróék mindenese, meister Pumpernickel a tréfa kedvéért kelet-indiai mágusnak öltözve jósolt Jónásnak. A kókler lakodalomról és bárói rangról beszélt, amit a fiú csodálkozva hallgatott, hiszen éppen ezért jött ide vissza, hogy megtudja, hogyan válhat belőle báró. A háziasszony elmondta neki, hogy az erényesség, a vallásosság, a hűség, a nemesség, az illendőség, a vitézség, és hetedszer: a bölcsesség próbáit kell kiállnia. Fő segítőjének és tanítómesterének Pumpernickel boszorkánymestert kapta. Jónásnak azonban helyén állt az esze, és a próbákat (pedig csak tréfának szánták, hogy jót nevethessenek rajta) egymás után becsülettel kiállta. Még Gusztit, a környék legmérgesebb medvéjét is ártalmatlanná tette. Hat próba sikerült, már csak még a vitézségé volt hátra. Közben Jónás a német nyelvet is szorgalmasan tanulta, mert mielőbb szerette volna megtudni, hogy mi állt a postagalambbal küldetett levélben.

„„Kedves majmom! Most akadt elém valahára egy egészen nekünk való bolond, aki feleségül akar venni. A Botsinkay örökös, akit eddig cigányok neveltek. Soha jobb szamár még nem volt felnyergelve. De az apám azt a föltételt szabta eléje, hogy ha el akar venni, legyen elébb báróvá. A bolondom elkapta a maszlagot, s fut vele tehozzád. Kérlek, segítsd bele a hálóba. Ha ő célt ér, mi is célt érünk. Ha férjnél leszek, boldogságunknak semmi sem áll útjába többé. – Csókollak ezerszer. – A te vadrózsád.””

Amikor Botsinkay kisilabizálta az üzenet tartalmát, úgy elment a kastélyból, hogy senki sem tudta meg merre szökött el.
- A két ezüstkanál históriája

A plébános – két eltűnt ezüstkanál miatti haragjában – Temesváron panaszt tett, pandúrokat hozatott, akik Cafrinka cigányasszonyt vasra verve elvitték. A kínzások után a nő megvallotta, hogy boszorkánykapitány volt, ördögökkel szövetkezett, de a két ezüstkanálról nem tudott semmit. Végül büntetésül máglyán megégették. Jónás, amikor visszatért a faluba, megvigasztalta a zokogó Szaffit. Mivel a saját hibájának gondolta, hogy a lány anyját elpusztították, megígérte, hogy az árvát elveszi feleségül. A pap nagyon meglepődött, amikor Jónásék megjelentek előtte. Először nem akarta őket összeadni, de aztán megtudta a két ezüstkanál titkát (hogy valójában azok nem is tűntek el a házából), és összeeskette a cigánybárót és a cigányprinceszt, bár a házasságkötést nem írta be a plébánia matrikulájába.
- A menyasszony első álma

Jónás az üres kastélyéban vacsorázott, majd tért nyugovóra hitvesével. Másnap reggel Szaffi elmondta, hogy mit álmodott az éjjel.

„Egy nagy hosszú ősz szakállú férfi jött elém, aranyvirágos selyem török kaftánban, egy nagy aranybotra támaszkodva, s azt mondta: >>Leányom! én vagyok Mehemed, temesvári basa. Tudd meg azt, hogy ezen a helyen vannak elásva az én kincseim, azokkal együtt a te vőlegényed apjának, Botsinkay Gáspárnak a tömérdek drágaságai. Jegyezd meg jól, hogy tudjad a helyet, ahová azok el vannak rejtve. Ahová a botsinkai templom tornyának a gombja veti az árnyékát délben tizenkét órakor, hét napot számítva az urad születésének napja után, ott ássatok le két singnyi mélységre; a kincseket megtaláljátok. Én, Mehemed basa az enyéimet terád hagyom örökségbe: az urad vegye el az apja örökét.<<”

Kiszámították, hogy még negyvenkilenc napot kell várniuk, hogy az örökséget megkereshessék. Három nap után azonban a fiú elunta a várakozást, elhatározta, hogy kiszámolja, hol kellene állnia a toronygömb árnyékának. Első kutatás alkalmával azonban csak egy kondér ezüstpénzt találtak.
Jónás még két éjjel ásott tovább, már kötélen kellett felhúznia Szaffinak a kiásott földet. Ekkor megtalálták amit igazából kerestek: kincshalmazra bukkantak. Másnap Botsinkay Jónás átlovagolt Temesvárra, egyenesen a kormányzóhoz ment, hogy katonákat, mesterembereket kérjen tőle, hogy rendbe tehesse a birtokát. A nála letelepülni kész emberek ingyen kapnak tőle lakóházat, szántóföldet, vetőmagot, igavonó marhát. Harminc társzekeret is kért, hogy azokat ezüsttel megrakhassa: vigyék fel a fölséges királyasszonynak, mert az most nagy háborút visel. A gátkészítés, a vízlecsapolás, a betelepítés után a Botsinkay-birtok csodálatos átalakuláson ment keresztül, hamarosan jöttek már vendégek is ötlovas hintókon a gazdag urasághoz, akinek annyi volt a kincse, hogy még a királynak is ajándékozott belőle. Kétszáz dragonyos kísérte azt a szekérsort, amin a kastély udvaráról szállították Bécs városába az ezüsttel teli hordókat.
- A Szaffi kincsei

Cserébe a temérdek ezüstért, a kegyes császárnő a Szent István-rend lovagjává avatja Jónást, amely nem egyéb javadalommal bír, mint hogy királyi lakomákon a lovag vehet először a pecsenyés tálról és, hogy kérelmére minden további nélkül megkapja a bárói címet. Jónás büszkén mutatja be magát Szaffinak a kinevezéshez járó cifra jelmezben, amin Szaffi jót derül. Gyorsan be is kerül a rendjelmez az almáriomba.
Jónás amúgyis unja már a magas nagy urakat, az állandó vizitációt. Jobban érdekli őt fogadott nemzetsége a cigányság. Össze is szed Temesvárról egy falura való kóborló cigányt és új telepet alakít velük a hegyek között: a tiszta fekete Cigándiát. Ott aztán bányaművelésbe és fémkohászatba fog a kompánia. Ez pedig lett Jónás legkedvesebb helye. Egyre csak ott töltötte az idejét közöttük, szinte már közülük való volt.
A lelkiismerete is itt kínozta leginkább: hogy ő, csak ő tehet egy ártatlan lélek kínhaláláról. Pedig ő csak tréfálni akart az ezüstkanalakkal. Az ő tréfája miatt lett pedig Cafrinka halálra, pokolra küldve. Hát legalább Szaffi legyen boldog, kereste a kedvét Jónás drága kincsekkel, ékszerekkel. Nem kellett az Szaffinak, ő egyre csak azért a kincsért epekedett, amely még kiásva sincs a földből. Kérdezte is Jónás, hogy mi légyen az, de Szaffi – igazi nőhöz méltóan – csak annyit felelt: Találd ki magadtól.
Jónás, nem lévén gondolatolvasó, a vajdához megy, talán az tudna neki segíteni. A vajda amúgy is ott volt Cafrinka vallatásánál: ő tüzesítette a szerszámokat. Ki is derül, hogy Cafrinka hamvait is ő söpörte bele egy vasládába és tette az akasztófa alatti gödör fenekére.
Tudja már Jónás, hogy mi a Szaffi kincse! Csak Medárdus napjáig várnak, hogy lássák, segíti-e majd őket a zivataros idő és heten útnak indulnak Cigándiából Szegedre, hogy a későbbi ELI-ALPS intézet helyén lévő vesztőhelyről elhozzák Cafrinka maradványait.
A vállalkozás sikerül, a láda megkerül, Szaffi boldog. Csak egy dolgot kér Jónástól: hogy a ládát titokban elhelyezhesse a családi sírboltba. Jónás azonban ezt megtagadja: dehogy engedi az elítélt boszorkányt lopva a fényes ősei közé rejteni! Ő fényes gyászkíséretet és igazi temetést akar, a hamvakat megtisztítva az igazságtalan ítélet szennyétől.
Szaffit és gyermekeit magukra hagyva útnak indul, hogy teljesítse ígéretét.
- Fiat voluntas tua (Legyen meg a te akaratod)

"Cigány!" Senki sem szereti, ha így hívják. Hát, még ha valaki báró is – habár sem a cím, sem annak hozománya nem érdekli. A cigányt még a paraszt is lenézi, a báró meg az utolsó az urak között.
Jónást is zavarja a háta mögötti fitymálás, elhatározza hát, hogy kifényesíti a titulust. Azzal kezdi, hogy saját költségén kiállít egy százötvenfős huszárbandériumot, amellyel megjelenik a császári hadnál. Ott persze kigúnyolják, gyanakvással nézik és nem is bíznak rá semmit, sőt, meg is figyeltetik. De Jónás csak az alkalomra várt. Ami el is jött: a burkusok tönkretették a császári had hatvannégy ágyúját. Nosza, a vasverő cigányok egy éjszaka alatt rendbehozták mindet. Lett is most már becsületük.
A hír aztán terjedt és eljutott egészen a császári udvarig. Meg is hívták Bécsbe, ezredest és bárót csináltak belőle, a királynő kitüntette a figyelmével. Jónás egyszerre kedves emberré lett, különösen, mivel mindenki azt hitte róla, hogy még legény.
Bizony, Jónás hiába gondolt még az ünnepségek közben is egyre csak haza, feleségét és két gyermekét megvallani nem merte.
Az egyik bálon még Arzéna kisasszonnyal és Feuerstein báróval is összetalálkozik. Feuerstein elmeséli neki, hogy nem véletlen a találkozás: a királynő értesült a leánykérésről és már elhárított minden akadályt a házasság elől.
Elnyúlt erre Jónás arca: hogyan szabadulhatna ebből a kutyaszorítóból. A galambtól szerzett levelet nem említheti, a feleségével most még nem hozakodhat elő.
Bolond helyzet – csak egy bolond tudhatja megoldani. Nagy szorongattatásában Jónás az udvari bolondtól kér segítséget. A következő lakoma alkalmával pedig a bolond csellel megszerzi az erényes királyné hivatalos aláírását: fiat voluntas tua Maria Theresa Regina. Az aláírás Jónás kérvényére kerül szentesítésként: ennek birtokában megtartják a jogszerű esküvőt, ahol kiderül Szaffi igazi származása és neve is.

A Botsinkayak – immár grófokként – a mai napig élnek a Bánságban.
|  | Itt a vége a cselekmény részletezésének! |

## Szereplők
- Botsinkay Jónás
- Botsinkay Gáspár
- Mehemed pasa
- Csendereli Amhát pasa
- Cafrinka cigányasszony
- Szaffi
- báró Feuerstein generális
- Loncsár uram
- Loncsár Arzéna kisasszony
- meister Pumpernickel
- plébános